# Komitet
Komitet (fr. comité, ang. commitee) – grupa osób, działająca w imieniu szerszego zespołu i powstała drogą wyboru, wyznaczenia lub też samorzutnie.